# Necropoli di Castel Capuano
La necropoli di Castel Capuano  è la più estesa necropoli greca e romana di Napoli, risalente al V secolo a.C., e precisamente databile tra il 475 ed il 450. È considerata uno dei siti archeologici più importanti ed antichi della città.

## Storia
Come in tutte le poleis greche, a Napoli l'inumazione dei defunti avveniva all'esterno della cerchia muraria urbana. In particolare, l'area dove attualmente sorge Castel Capuano era stata individuata in età greca come zona di sepoltura. A partire da qui, il complesso funerario si espanse gradualmente anche in epoca romana, tanto da estendersi sotto l'attuale Basilica della Santissima Annunziata Maggiore, Porta Nolana e fino a Forcella. Le tombe romane andarono naturalmente a sovrapporsi a quelle greche, ed occuparono una quota superiore rispetto alle prime.
Nel corso dei secoli, l'area perse la propria destinazione a luogo di inumazione dei defunti, e questo fece in modo che se ne smarrisse la memoria. Nel 1859 la zona fu interessata dai lavori di ampliamento di Castel Capuano, e questo portò alla luce alcune delle antiche tombe. Fu tuttavia necessario aspettare fino al 1914, quando Castel Capuano fu nuovamente ampliato, perché ci si accorgesse dell'ampiezza della necropoli, e se ne iniziasse un primo studio prospettico.
Il sopraggiungere degli eventi bellici della prima guerra mondiale interruppero gli studi, che comunque non erano andati oltre la raccolta dei reperti più superficiali, e la loro collocazione presso il Museo Archeologico di Napoli, senza che fossero applicati criteri di classificazione particolari. A complicare ulteriormente la situazione, l'ingegnere incaricato dalla Soprintendenza di Napoli di effettuare i rilievi topografici delle tombe, morì improvvisamente, senza lasciare alcun documento scritto circa le proprie scoperte.
Per assistere ad una ripresa degli studi sul sito, fu necessario attendere il 1935, quando l'allora soprintendente Amedeo Maiuri affidò all'archeologo Gennaro Pesce il compito di descrivere sistematicamente la necropoli. Lo studioso identificò con certezza 78 tombe, ed in 67 di esse ritrovò elementi di corredo funerario.
La classificazione di questi ultimi reperti fu effettuata da Pesce basandosi su criteri di ordine estetico ed evoluzionistico, senza tenere conto né dei diari di scavo, né degli elenchi di consegna.
Tale approccio fu poi superato negli anni ottanta del XX secolo, quando un nuovo gruppo di studiosi riprese a lavorare sul sito applicando criteri moderni di scavo e prospezione. Sulla base dei diari di scavo, e delle mappe relative ai lavori di ampliamento del Castello, essi riuscirono a stabilire la posizione, ancorché non l'orientamento, delle diverse tombe, ed a tracciarne il rilievo topografico.
L'importanza della necropoli risiede nel fatto che è possibile tracciare un profilo di come le pratiche di inumazione siano cambiate dal V secolo a.C. al I secolo d.C. Le tombe del periodo compreso tra il V ed il IV secolo a.C., infatti, sono costituite da case in tufo con tetto a doppio spiovente o piano; mentre solo a partire dal IV secolo a.C. prende piede la configurazione "a cappuccina" in tegole e cominciano a trovarsi tracce di incinerazione.

## Descrizione
I reperti rinvenuti (circa 670) comprendono materiali ceramici (sia di importazione che prodotti sul posto) e oggetti in bronzo e in vetro. Sono presenti vasi a vernice nera, in particolare dei tipi kylix e skyphos; vasi a figure rosse e ceramica; nonché olpette ed anforette acrome.
Gli oggetti rinvenuti consentono di attestare i contatti di Neapolis con Atene, in quanto esemplari omologhi sono ritrovati in Attica, e influssi sanniti.
Diversamente da quanto avviene in altre necropoli urbane, dai corredi funerari mancano completamente armi, strigili, specchi, elementi che normalmente consentono la distinzione tra sepolture maschili e femminili.
Lo studio dei materiali provenienti dagli scavi di Castel Capuano consente di individuare la presenza di un'evoluzione tipologica dei vasi di corredo funerario. Tale evoluzione è continua fino al III secolo a.C., e consiste in variazioni nella forma di singole tipologie di oggetti. In particolare, i pezzi più antichi sono di forma grossolanamente sferica, con piede solo accennato, e labbro aggettante, con le anse che congiungono il collo con la parte più larga. La colorazione di questi oggetti è a base di colore biege chiaro, decorata con fasce di colore bruno.
A partire dalla seconda metà del V secolo a.C. i vasi diventano meno sferici, le anse prendono una forma a gomito e la bocca si allarga. Tale tipologia diventa sempre più frequente con il passare del tempo, fino a sostituire totalmente quella precedente nel corso del IV secolo a.C.